# Antoine Jean-Marie Thévenard

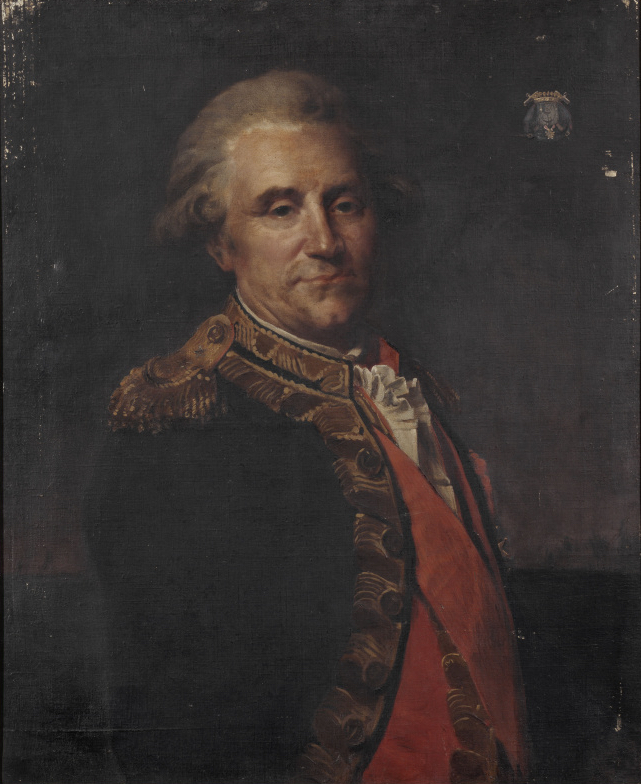
Antoine-Jean-Marie Thevenard, Porträt von Louis Hierle

Antoine Jean-Marie Thevenard (* 7. Dezember 1733 in Saint-Malo; † 9. Februar 1815 in Paris) war ein französischer Marineoffizier und Politiker. Er beendete seine militärische Karriere als Vizeadmiral.

## Leben
Als Sohn eines Kapitäns der Ostindien-Kompanie startete er im Alter von zwölf Jahren seine Karriere auf See auf einem Schiff der Kompanie, das sein Vater befehligte. Es war die Zeit des österreichischen Erbfolgekriegs, und er nahm in den ersten Jahren an drei Kämpfen teil. Er blieb einige Jahre im Dienst der Kompanie, lernte den Handel und übernahm eine Führungsposition.
Nach dem Dienst in der Marine kehrte er 1767 als Zivilist in den Dienst der Ostindien-Kompanie als Kapitän zurück.

### Militärische Karriere
Als Oberleutnant diente er 1754 im Geschwader des Comte du Chaffault (1708–1794), das die englischen Siedlungen an der Küste von Neufundland verwüstete. Er war erster Offizier des Freibeuters François Thurot auf dessen Schiff Marschall von Belle Isle und nahm an der Expedition nach Irland 1759 teil.
Nach dieser Expedition betrieb er in Saint-Malo den Bau von vier Fregatten und einer Fleute, für die er selbst die Pläne entwarf, wahrscheinlich in Zusammenarbeit mit dem Ingenieur Antoine Groignard. Er plante und leitete auch den Bau der ersten beiden Kanonenboote der französischen Marine.
Nach dem Frieden von Paris diente er von 1764 bis 1769 als Kapitän der Ostindien-Kompanie, dann als Hafenkapitän  und kehrte schließlich zur Königlichen Marine zurück, wo er 1770 zum ersten Fregattenkapitän und 1773 zum Kapitän befördert wurde.
Seine Gesundheit war schlecht – er litt wahrscheinlich an einer Tropenkrankheit, vielleicht an Malaria. Anschließend befehligte er die Marine im Kriegshafen Lorient 1779, nahm jedoch nicht am amerikanischen Unabhängigkeitskrieg teil. 1784 wurde er Kommandant eines Geschwaders (früherer Konteradmiral).

### Politische und militärische Karriere unter den Regierungen von Ludwig XVI. bis Napoleon
Er wurde im Mai 1791 von Ludwig XVI. zum Marineminister ernannt, trat aber schon im September 1791 von seinem Amt zurück. Seine einzige bleibende  Leistung als Minister war eine Liste, welche die Marineoffiziere betraf, und die in Anwendung des Gesetzes, das nach der Auflösung des Marine Corps  von der Gesetzgebenden Nationalversammlung erlassen worden war, und die Reorganisation der Marine betraf. Diese Liste wurde noch während Thévenards Amtszeit von Ludwig XVI. unterzeichnet, jedoch erst von seinem Nachfolger Bertrand de Molleville veröffentlicht. Am 1. Januar 1792 wurden drei Admirale, neun Vize-Admirale und 18 Kon-Admirale ernannt. Mitte 1792 waren nur noch fünf im Amt, bei den Admiralen nur Estaing, der bald verhaftet und hingerichtet wurde. Thevenard war der einzige Vizeadmiral, der noch im Amt blieb.
Zu Beginn des Jahres 1793 befehligte Thévenard den Marinehafen Brest und wurde im Laufe des Jahres verhaftet. Er wurde jedoch vom Revolutionstribunal freigesprochen und wieder freigelassen. Anfang 1794 wurde er erneut inhaftiert, nach dem 9. Thermidor wieder freigelassen.
Von diesem Moment an stand Thévenard, genannt „l'Ancêtre“, als ältester der Vizeadmirale an der Spitze der Marine. Anschließend befehligte er den Hafen von Rochefort im Jahr 1796, ab 1798 war er provisorischer Befehlshaber in Toulon, um den Konteradmiral Jean Gaspard de Vence zu ersetzen, der die Flotte, mit der Napoleon zu seiner Ägyptenexpedition aufbrach, zu kommandieren. 
König Ludwig XVIII. ernannte ihn 1814 zum Mitglied der Pairskammer.
Thévenard war Freimaurer und Mitglied der Loge L'Union à Lorient.
Seit 1778 war er korrespondierendes Mitglied der Académie des sciences.
Thévenard wurde 1815 im Pantheon bestattet.

## Schriften
- Mémoire sur l’utilité des phares. 1771.
- Mémoire sur le calcul raisonné de la force d’un appareil pour tirer un vaisseau à terre, 1771.
- Observations sur les canons de fer, 1771.
- Mémoires relatifs à la Marine, Paris, Laurens jeune, an VIII.[1]